# Rieumalet
Le Rieumalet est une rivière du sud de la France qui coule dans le département de la Lozère. C'est un affluent du Tarn en rive droite, donc un sous-affluent de la Garonne.

## Géographie
Le Rieumalet prend sa source dans le massif du mont Lozère sur le versant méridional du sommet de Finiels (1 699 mètres), dans le département de la Lozère, au sein du parc national des Cévennes. Il se dirige droit vers le sud, tout en dévalant les pentes du massif lozérien. Après un parcours de 7,6 kilomètres, il se jette dans le Tarn au niveau de la localité du Pont-de-Montvert, à quelque vingt kilomètres en amont de la ville de Florac.

### Communes et cantons traversés
- Département de la Lozère : Pont-de-Montvert

## Affluent
- Le Galadet (6,3 km) qui recueille une partie des eaux du versant sud-est du massif du mont Lozère. Après avoir formé une cascade, il se jette en rive gauche dans le Rieumalet.

## Hydrologie

### Le Rieumalet au Pont-de-Montvert
Le débit du Rieumalet a été observé durant une période de 60 ans (1949-2008), au Pont-de-Montvert, localité du département de la Lozère. La taille du bassin versant est de 20 km2, c'est-à-dire la quasi-totalité du bassin de la rivière.
Le débit moyen interannuel, ou module, de la rivière à Pont-de-Montvert est de 0,878 m3/s.
Le Rieumalet présente des fluctuations saisonnières de débit assez importantes et bien marquées, avec des hautes eaux allant de l'automne au printemps et portant le débit mensuel moyen à un niveau situé dans une fourchette allant de 0,917 à 1,410 m3/s, d'octobre à mai inclus. Cette période comporte deux maxima : celui de novembre (1,29 m3/s) correspondant aux pluies d'automne et celui d'avril, le plus important (1,41 m3/s), correspondant à la fonte des neiges et aux pluies de printemps. Entre les deux sommets survient une baisse de débit atteignant son plancher en février avec 1,02 m3/s. Les basses eaux ont lieu de juillet à septembre, avec une chute du débit moyen mensuel jusqu'au niveau de 0,163 m3/s au mois d'août.

### Étiage ou basses eaux
Le VCN3 peut chuter jusque 0,039 m3/s, en cas de période quinquennale sèche, soit 39 litres/s, ce qui n'est que modérément sévère.

### Crues
Le Rieumalet est une rivière cévenole typique, c'est-à-dire que ses crues peuvent être extrêmement importantes, compte tenu de l'exiguïté du bassin versant. Le QIX 2 et le QIX 5 valent respectivement 18 et 30 m3/s. Le QIX 10 est de 37 m3/s. Le QIX 20 se monte à 44 m3/s. Quant au QIX 50, il se monte à 54 m3/s.
Le débit instantané maximal enregistré a été de 75,8 m3/s le 24 septembre 1994, tandis que la valeur journalière maximale était de 25,3 m3/s le 28 octobre 1976. Si l'on compare le premier de ces chiffres aux différents QIX de la rivière, cette crue était largement plus importante que celle calculée par le QIX 50, et donc tout à fait exceptionnelle et au moins centennale.

### Lame d'eau et débit spécifique
Le Rieumalet est une rivière bien alimentée et très abondante. La lame d'eau écoulée dans son bassin est de 1 388 millimètres par an, valeur plus de quatre fois supérieure à la moyenne d'ensemble de la France (320 millimètres par an), et plus de trois fois supérieure à l'ensemble du bassin versant de la Garonne (384 millimètres par an). Le débit spécifique (ou Qsp) atteint 43,9 litres par seconde et par kilomètre carré de bassin.